# Гейглин, Теодор
Теодор Гейглин (нем. Theodor von Heuglin; 1824—1876) — немецкий зоолог и путешественник.

## Путешествия
Гейглин занимался естествознанием и фармацией, осуществил несколько путешествий по Европе.
В 1850 году отправился в Египет, откуда совершил путешествия в Каменистую Аравию и к берегам Красного моря. Сопровождал австрийского консула Константина Рейца в путешествии по Абиссинии.
В 1853 году получил назначение — управляющий консульством — и объехал область Нижнего Белого Нила и Кордофан, где занимался сбором живых экземпляров животных.
В 1856 году он снова отправился в Судан, исследовал степь Баюда, а затем объехал весь западный берег Красного моря и Сомалийский берег.
В 1858—1860 годах приводил в порядок коллекции и описывал свои путешествия.
В 1861 году Гейглин возглавил экспедицию, целью которой было выяснение судьбы Эдуарда Фогеля, и отправился из Египта в области, лежащие к северу от Абиссинии. Он стал одним из первых европейцев, кто достиг страны народа билин. В Маи-Шеха экспедиция разделилась, и Гейглин прошел на юг до границы Шоа и Диеммы (в области галласов).
В конце 1862 года в Хартуме он присоединился к экспедиции в Судан, которую возглавляли известные голландские путешественницы Александрина Тинне (1835—1869) и её мать, Генриетта Тинне. Отправившись из Хартума в начале 1863 года вместе с доктором Германном Штейднером, члены экспедиции приступили к исследованию реки Бахр-эль-Газаль — малоизученного притока Белого Нила. Во время экспедиции скончались Генриетта Тинне и доктор Штейднер, а оставшиеся в живых вернулись в Хартум в июле 1864 года .
Летом 1870 года Гейглин вместе с графом Вальдбург-Цейель совершил поездку на Шпицберген и дополнил картографирование юго-восточной части этого архипелага.
В 1871 году посетил Новую Землю.
В 1874 году снова отправился к Красному морю, чтобы исследовать область Бен-Амера, долго жил в Каире и возвратился в Штутгарт, где позже умер.

## Писательская деятельность
Писал статьи для «Petermanns Mitteilungen» (1861-64 и Ergänzungsband 2 и 3) и в некоторых других периодических изданиях
Из его основательных трудов известны:
- «Systematische Uebersicht der Vögel Nordafricas» (1855);
- «Die deutsche Expedition in Ostafrika» (1864);
- «Systematische Uebersicht der Säugethiere Nordostafricas»(1867);
- «Reise nach Abessinien, Gallaländer etc.» (1868);
- «Ornithologie Ostafricas» (1869-75);
- «Ornithologie Nordostafrikas» (1875);
- «Reise in das Gebiet der westl. Zuflüsse des Weissen Nils» (1869);
- «Reisen nach dem Nordpolarmeere» (1872-74);
- «Reise in Nordostafrica» (1877).

## Почести
В честь Гейглина свои научные названия получили сомалийская африканская дрофа (Neotis heuglinii), белобровая чекановая горихвостка (Cossypha heuglini), масковый ткач Хойглина (Ploceus heuglini), а также один из видов чаек — восточная клуша (Larus heuglini).